# Juan Alberto Puiggari
Juan Alberto Puiggari (Buenos Aires, 21 de noviembre de 1949) es un sacerdote católico argentino, que fue obispo de Mar del Plata y  arzobispo de Paraná.

## Biografía
Hijo del abogado Juan Alberto Puiggari y de Élida Etcheverry Boneo, era sobrino del padre Luis María Etcheverry Boneo, quien lo vinculó a la Sociedad Argentina de Cultura. Tras obtener una licenciatura en filosofía en la Universidad Católica Argentina (UCA), ingresó en el seminario conciliar de Paraná. Fue ordenado sacerdote por monseñor Adolfo Tortolo el 13 de noviembre de 1976 en la catedral de Paraná. Tiene dos hermanos sacerdotes: Rómulo y Alejandro.
Fue profesor de filosofía en el seminario de Paraná y en el Instituto Secundario del Seminario. Desde 1992 fue rector del seminario.
El 20 de febrero de 1998 fue nombrado obispo auxiliar de Paraná y titular de Turuzi, ejerciendo el cargo durante cinco años. El 7 de junio de 2003 fue nombrado obispo de Mar del Plata por el papa Juan Pablo II, y tomó posesión de su cargo el 10 de agosto de 2003.
Forma parte de la Comisión de Ecumenismo de la Conferencia Episcopal Argentina, cuerpo encargado de las relaciones con el judaísmo, el islam y las religiones protestantes.
En noviembre de 2010 fue nombrado arzobispo de Paraná. Durante su mandato se esforzó por entablar diálogos con la dirigencia política de todos los partidos.
Durante su gestión debió enfrentar conflictos por acusaciones de pedofilia contra dos de los sacerdotes de su diócesis y fue citado a declarar.